# Nikolaus Zillich
Nikolaus Zillich oder Nicolaus Zillich (auch Johann Nicolaus Zillig; * 9. September 1716 in Wolfsdorf; † 12. Oktober 1758 in Würzburg) war ein deutscher Jesuit, Theologe, Philosoph und Hochschullehrer.

## Leben
Zillich absolvierte das Bamberger Gymnasium. Anschließend studierte er Philosophie an der Universität Bamberg, an der er am 1. Mai 1737 zum Doktor der Philosophie promoviert wurde. Am 25. September 1737 trat er in den Jesuitenorden ein. Danach war er Lehrer an den Jesuitengymnasien von Würzburg und Heidelberg.
Zillich studierte von 1745 bis 1749 an der Universität Würzburg Theologie. In der Zeit von 1751 bis 1753 bekleidete er eine Stelle als Professor der Philosophie an der Universität Mainz. Von dort wechselte er 1754 als Professor der hebräischen Sprache an das Seminarium Carolinum. Schließlich wurde er 1755 als Nachfolger seines Lehrers Franz Xaver Widenhofer Professor der Exegese und der hebräischen Sprache an der Theologischen Fakultät der Würzburger Universität. Wann er zum Doktor der Theologie promoviert wurde, ist unbekannt.

## Werke (Auswahl)
- Concordia Vulgatae Latinae Cum Fonte Hebraico, mehrere Teile, Kleyer, Würzburg 1755–1757.
- Principia Didactica In Universam S. Scripturam: Una Cum Corollariis Selectis Ex Veteris Instrumenti Lege, Historia Et Polemica, Quae Adversus Nostri Temporis Haereticos, Criticos Novatores, et Judaeos, Kohles, Würzburg 1758.
- Dogmata Et Problemata Selecta Ex Veteris Instrumenti Lege, Historia, Et Polemica, Kleyer, Würzburg 1758.